# Win Morisaki
Win Morisaki (森崎ウィン, Morisaki Win, en birman, မိုရီဆာကီဝင်း), né Win Kyaw Htoo (ဝင်း ကျော် ထူး) et surnommé Ah Win, né le 20 août 1990 à Rangoun au Myanmar, est un chanteur et acteur japonais d'origine birmane.

## Biographie
Morisaki est né de parents birmans. Ses parents travaillent à l'étranger, au Japon, durant sa petite enfance. Il vit au Myanmar avec sa grand-mère jusqu'à l'âge de dix ans puis il déménage au Japon pour rejoindre ses parents.
Morisaki est repéré à l'âge de 14 ans et rejoint l'industrie du divertissement.
Entre 2008 et 2020, il est le chanteur principal de PrizmaX (en), un groupe masculin de J-pop. 
Par la suite, il poursuit sa carrière au cinéma, à la télévision et sur scène, notamment dans la comédie musicale et au théâtre. Il apparaît dans plusieurs films et séries télévisées, à la fois dans les productions nippones et birmanes.
En 2018, il acquit une certaine renommée internationale après avoir décroché un rôle dans le film hollywoodien Ready Player One réalisé par Steven Spielberg,,.
Le 31 décembre 2023, il est choisi pour participer au Contdown Musical Concert célébrant la nouvelle année. Programmé au Tokyo International Forum, devant 5 000 spectateurs venus fêter 2024, le concert réunit neuf célébrités issues de la nouvelle génération de la scène musicale nippone : Morisaki y figure aux côtés de Shōma Kai, Haruka Kinoshita, Sara, Sōichi Hirama, Hiroki Miura, Keisuke Higashi, Tomona Yabiku et Naoto Kaihō,.

## Carrière partielle

### Filmographie

#### Cinéma
| Année | Titre                              | Rôle                  | Remarques         |
| ----- | ---------------------------------- | --------------------- | ----------------- |
| 2009  | Gokusen: The Movie                 | Igarashi Makoto       |                   |
| 2009  | Parade                             | Makoto                |                   |
| 2010  | Shodo Girls                        | Makoto Ichinose       |                   |
| 2010  | Thriller Restaurant                | Kaoru Minakami        |                   |
| 2011  | Tengoku Kara no Yell               | Kai Inoha             |                   |
| 2014  | Sherry                             | Junichi Sato          |                   |
| 2016  | Kidan Piece of Darkness            | Kentarou              |                   |
| 2018  | Ready Player One                   | Daito                 |                   |
| 2018  | My Country My Home                 | Kimura Aung           |                   |
| 2018  | Kujira no Shima no Wasuremono      | Koa Guen              |                   |
| 2018  | No Matter How Much My Mom Hates Me | Kimitsu               |                   |
| 2019  | Listen to the Universe             | Masaru C Levy Anatole | [ 9 ]             |
| 2019  | Les Enfants de la mer              | Anglade               | Doublage japonais |
| 2020  | Humanoid Monster Bela              | Kōsuke                |                   |
| 2020  | Suis-moi, je te fuis               | Tsuji                 |                   |
| 2020  | Fuis-moi, je te suis               | Tsuji                 |                   |

#### Télévision
- 2019 : The Real Thing : Tsuji
- 2023 : Makanai : Dans la cuisine des maiko de Hirokazu Kore-eda :  Iwai Masaru

### Jeux vidéos
- 2020 : Death Come True : Nozomu Kuji[10]

### Scénographie
- 2014 : Club SLAZY : Riddle
- 2015 : Grapher : Liam
- 2020 : West Side Story : Tony

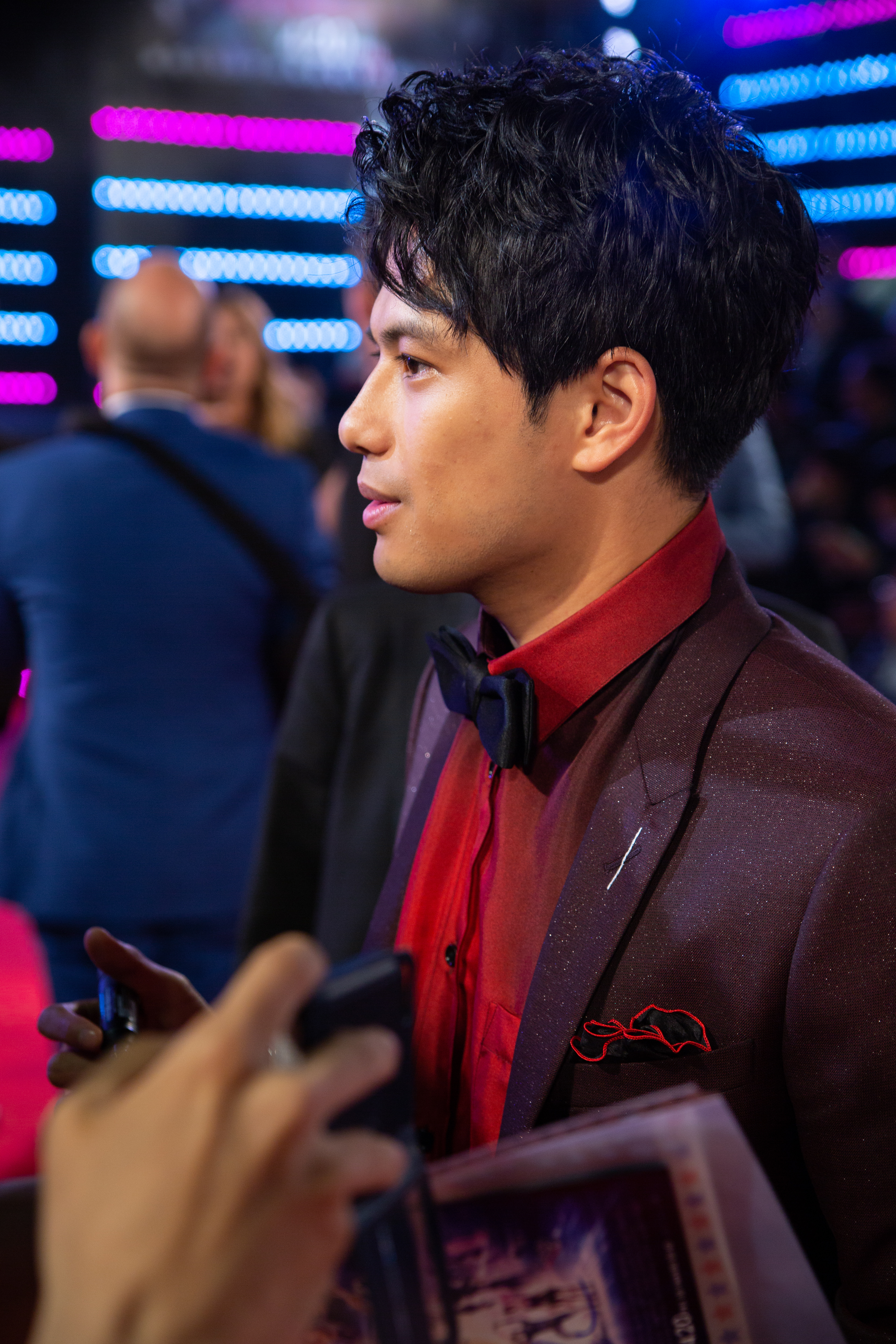
Win Morisaki en 2018.

- 2021 : Everybody's Talking About Jamie : Jamie New
- 2022 : Pippin : Pippin
- 2023 / 2025 : SPY×FAMILY : Lloyd Forger
- 2023 : John & Jen : John
- 2025 : Waitress : Dr. Jim Pomatter

## Prix et récompenses
| An   | Prix                                      | Catégorie                           | Travail                | Résultat   |
| ---- | ----------------------------------------- | ----------------------------------- | ---------------------- | ---------- |
| 2019 | 32e Nikkan Sports Film Awards             | Meilleur acteur dans un second rôle | Listen to the Universe | Nomination |
| 2019 | Prix étoiles                              | Prix spécial (performance)          | Lui-même               | Lauréat    |
| 2020 | 43e Prix du cinéma de l'Académie du Japon | Nouveau venu de l'année             | Listen to the Universe | Lauréat    |